# Willie Humphrey

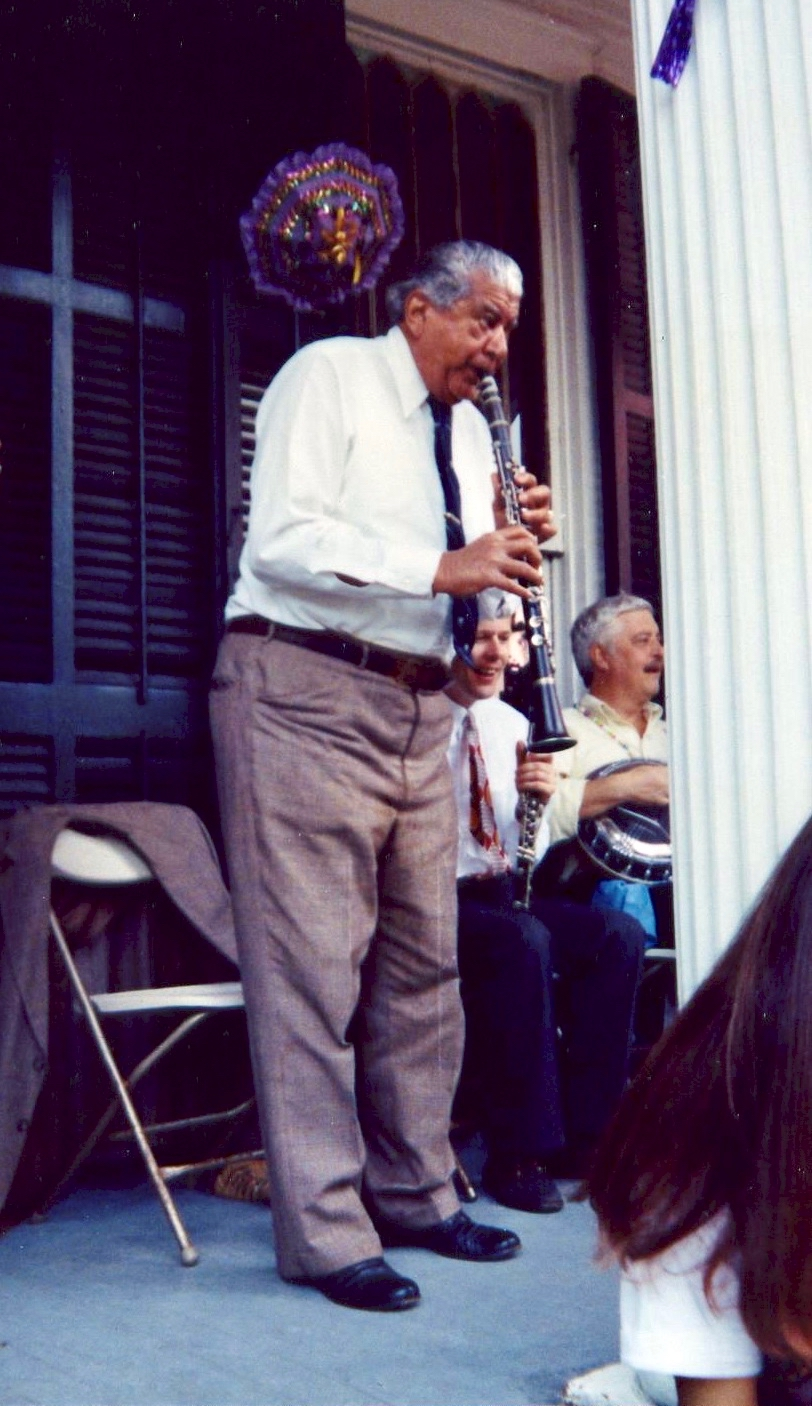
Willie Humphrey (1993)

William James „Willie“ Humphrey (* 29. Dezember 1900 in New Orleans; † 7. Juni 1994 ebendort) war ein amerikanischer Klarinettist des traditionellen Jazz.

## Leben und Wirken
Humphrey stammt aus einer Musikerfamilie; sein Vater war der Klarinettist Willie Eli Humphrey; seine jüngeren Brüder Earl Humphrey und Percy Humphrey wurden gleichfalls Berufsmusiker. Er erhielt Geigen- und Klarinettenunterricht durch seinen Großvater, „Professor“ Jim Humphrey und arbeitete zunächst in der Excelsior Brass Band; auch spielte er in der Band seines Vaters und bei Jack Carey. 1919 und 1920 wirkte er in Chicago in den Gruppen von Freddie Keppard und King Oliver. Dann arbeitete er wieder in New Orleans bei Kid Rena, um 1925 mit der Band von Fate Marable in St. Louis aufzutreten. Dort nahm er an ersten Aufnahmen teil.
1932 zurück in New Orleans war er weiter bei Fate Marable und bei Dewey Jackson tätig, um 1935/36 mit Lucky Millinder zu touren. Er arbeitete dann als Musiklehrer. Den Militärdienst im 2. Weltkrieg verbrachte er in Orchestern der Kriegsmarine, um später zur Eureka Brass Band und der Young Tuxedo Brass Band zu gehören. Kurzzeitig beschäftigte er sich gemeinsam mit Thomas Jefferson mit dem Bebop.
In den 1950er Jahren spielte er in Gruppen von Paul Barbarin und machte mit diesem, ebenso wie mit Sweet Emma Barrett Aufnahmen, um dann in der Preservation Hall Jazz Band zu spielen. 1967 ging er mit Billie und Dee Dee Pierce auf Europatournee. 1974 legte er ein erstes Album unter eigenem Namen vor. Bei weiteren Aufenthalten in Europa kam es zu Aufnahmen mit der Maryland Jazz Band of Cologne. 1991 nahm er mit  Chris Barber in New Orleans auf.

## Diskographische Hinweise
- New Orleans Clarinet (Smokey Mary 1974, mit Frank Sing Miller, Frank Demond, Frank Prevost, Josiah Cie Frazier, Betty Carter)
- Preservation Hall Jazz Band Best of Preservation Hall Jazz Band (Columbia, 1989; rec. 1976–1988)
- Willie Humphrey with Brian O’Connell Two Clarinets on the Porch (GHB 1991)
- Willie Humphrey with Norbert Susemihl In New Orleans (GHB 1991)
- Willie Humphrey & Maryland Jazzband of Cologne A Kiss to Build a Dream on (GHB, 1999)
- Meets the Maryland Jazz Band of Cologne (GHB, 1999, rec. 1990)

## Lexikalischer Eintrag
- Jürgen Wölfer: Jazz in Deutschland. Das Lexikon. Alle Musiker und Plattenfirmen von 1920 bis heute. Hannibal Verlag, St. Höfen 2008, ISBN 978-3-85445-274-4